# Герцог де Лавальер
Герцог де Лавальер (фр. duc de La Vallière) — французский дворянский титул, принадлежавший представителям домов Лабом-Лебланов и Бурбонов.

## История
Шателения Шато (Chasteaux, Châteaux) в Анжу с замком Вожур, в середине XIII века ставшая баронией, в 1398—1666 годах принадлежала дому де Бёй и именовалась первой баронией Анжу. В 1666 году Вожур с зависимыми от него землями, а также владение Сен-Кристоф (первая барония Турени), были приобретены Людовиком XIV у Рене де Бёй, дочери Жана VIII де Бёя, великого кравчего Франции.
В следующем году король в качестве прощального подарка своей отставленной метрессе Луизе де Лавальер передал Вожур, Шато и Сен-Кристоф, возведенные в ранг герцогства-пэрии под названием Лавальер (Вожур де Лавальер) для нее и для рожденной ею легитимированной королевской дочери Мари-Анн де Бурбон, мадемуазели де Блуа, жалованной грамотой, данной в Сен-Жермен-ан-Ле в мае 1667, зарегистрированной Парламентом 14-го, и Счетной палатой 20 мая. В 1673 году к герцогству была присоединена шателения Курсель.
Луиза де Лавальер ушла в монастырь в 1674 году. Ее дочь в 1680 году вышла замуж за принца де Конти, ставшего первым герцогом де Лавальером. Овдовев в 1685 году и не имея детей, 8 июня 1698 она передала земли герцогства своему двоюродному брату Шарлю-Франсуа де Лабом-Леблану, маркизу де Лавальеру, что было утверждено королевской грамотой от мая 1698, зарегистрированной Парламентом 4-го и Счетной палатой 6 июня.
Жалованной грамотой Людовика XV в феврале 1723 те же земли были вторично возведены в ранг герцогства-пэрии для маркиза де Лавальера и его мужских потомков. Пожалование было зарегистрировано в Парламенте 22 февраля во время lit de justice, на котором было провозглашено совершеннолетие короля.
Последний герцог де Лавальер, Луи-Сезар де Лабом-Леблан, умерший в 1780 году, оставил единственную дочь Адриенну-Эмили-Фелисите, бывшую дамой герцогства-пэрии до своей смерти в 1812 году. Ей наследовала рожденная в браке с герцогом Луи-Гоше де Шатийоном дочь Амабль-Эмили де Шатийон, герцогиня д'Юзес, продавшая в 1815 году земли герцогства британскому горнозаводчику Томасу Стэнхопу-Холланду.

## Герцоги и сеньоры герцогства де Лавальер
| Правление      | Портрет | Имя                                     | Годы жизни |
| -------------- | ------- | --------------------------------------- | ---------- |
| 1667—1674      |         | Луиза де Лавальер                       | 1644—1710  |
| 1674—1698      |         | Мари-Анн де Бурбон                      | 1666—1739  |
| 1680—1685      |         | Луи-Арман I де Бурбон, принц де Конти   | 1661—1685  |
| 1698/1723—1732 |         | Шарль-Франсуа де Лабом-Леблан           | 1670—1739  |
| 1732—1780      |         | Луи-Сезар де Лабом-Леблан               | 1708—1780  |
| 1780—1812      |         | Адриенна-Эмили-Фелисите де Лабом-Леблан | 1740—1812  |